# Mimela fulgidivittata
Mimela fulgidivittata är en skalbaggsart som beskrevs av Blanchard 1851. Mimela fulgidivittata ingår i släktet Mimela och familjen Rutelidae. Inga underarter finns listade i Catalogue of Life.